# Theridion dayongense
Theridion dayongense är en spindelart som beskrevs av Zhu 1998. Theridion dayongense ingår i släktet Theridion och familjen klotspindlar. Inga underarter finns listade i Catalogue of Life.